# Thalassoma duperrey
Thalassoma duperrey är en fiskart som först beskrevs av Jean René Constant Quoy och Joseph Paul Gaimard 1824.  Thalassoma duperrey ingår i släktet Thalassoma och familjen läppfiskar. IUCN kategoriserar arten globalt som livskraftig. Inga underarter finns listade i Catalogue of Life.